# 阿普里卡莱
阿普里卡莱（義大利語：Apricale），是意大利因佩里亚省的一个市镇。总面积19.68平方公里，人口578人，人口密度29.4人/平方公里（2009年）。ISTAT代码为008002。